# شهرستان بیحان
ناحیهٔ بیحان (به عربی: مدیریة بیحان) یک ناحیه در یمن است که در استان شبوه واقع شده‌است.
ناحیهٔ بیحان ۴۸٬۳۴۷ نفر جمعیت دارد.